# Vario Bagnoli
Vario Bagnoli (Firenze, 13 ottobre 1970) è un ex cestista italiano.
Centro di 205 centimetri, è fratello maggiore di Simone Bagnoli, anch'egli centro.

## Carriera
Nel massimo campionato italiano di basket ha militato, negli anni novanta, con la Mens Sana Siena, Banco di Sardegna Sassari e Zucchetti Reggio Emilia.
Successivamente ha fatto tanta Serie B, a parte una stagione con Osimo in Legadue. Nella stagione 2005-06 vestiva la canotta della Cuomo Latina mentre nella successiva 2006-07 quella della Nuova Pallacanestro Gorizia.
Ha poi iniziato la stagione 2007-08 con la maglia dell'Euroforn Gualdo (B2-C) per poi trasferirisi nel mese di marzo a Chieti (B2-B).